# Александрово (Сувальський повіт)
Александрово (пол. Aleksandrowo) — село в Польщі, у гміні Бакалажево Сувальського повіту Підляського воєводства.
Населення — 80 осіб (2011).
У 1975-1998 роках село належало до Сувальського воєводства.

## Демографія
Демографічна структура станом на 31 березня 2011 року:
|          | Загалом | Допрацездатний вік | Працездатний вік | Постпрацездатний вік |
| -------- | ------- | ------------------ | ---------------- | -------------------- |
| Чоловіки | 41      | 7                  | 31               | 3                    |
| Жінки    | 39      | 8                  | 24               | 7                    |
| Разом    | 80      | 15                 | 55               | 10                   |